# Гламис
Гламис, или Гламс (англ. Glamis, /ˈɡlɑːmz/) — небольшая деревня в Шотландии, расположенная в области Ангус в четырёх милях (6,4 км) к югу от города Кирриемуир и в пяти милях (8 км) к юго-западу от города Форфара. Вблизи от деревни находится Замок Глэмис, в котором прошло детство Елизаветы Боуз-Лайон.
Название происходит от гэльского glamhus — широкая долина. Деревня недалеко от шоссе A94. Ранее имелась железнодорожная ветка, ныне заброшена.

## История
В окрестностях Гламиса имеется множество следов первобытных племён. Так, в поселении находится пиктский камень с причудливой резьбой, именуемый Glamis Manse Stone. По окрестностям разбросаны другие камни пиктов, такие как Hunter Hill Stone и Eassie Stone, стоящий в соседней деревне Eassie Stone. В Гламисе проживал шотландский поэт Агнес Лион, а в 1034 году здесь же по некоторым сведениям был убит король Шотландии Малькольм II.
Гламис был основан близ одноимённого ручья.

## Достопримечательности

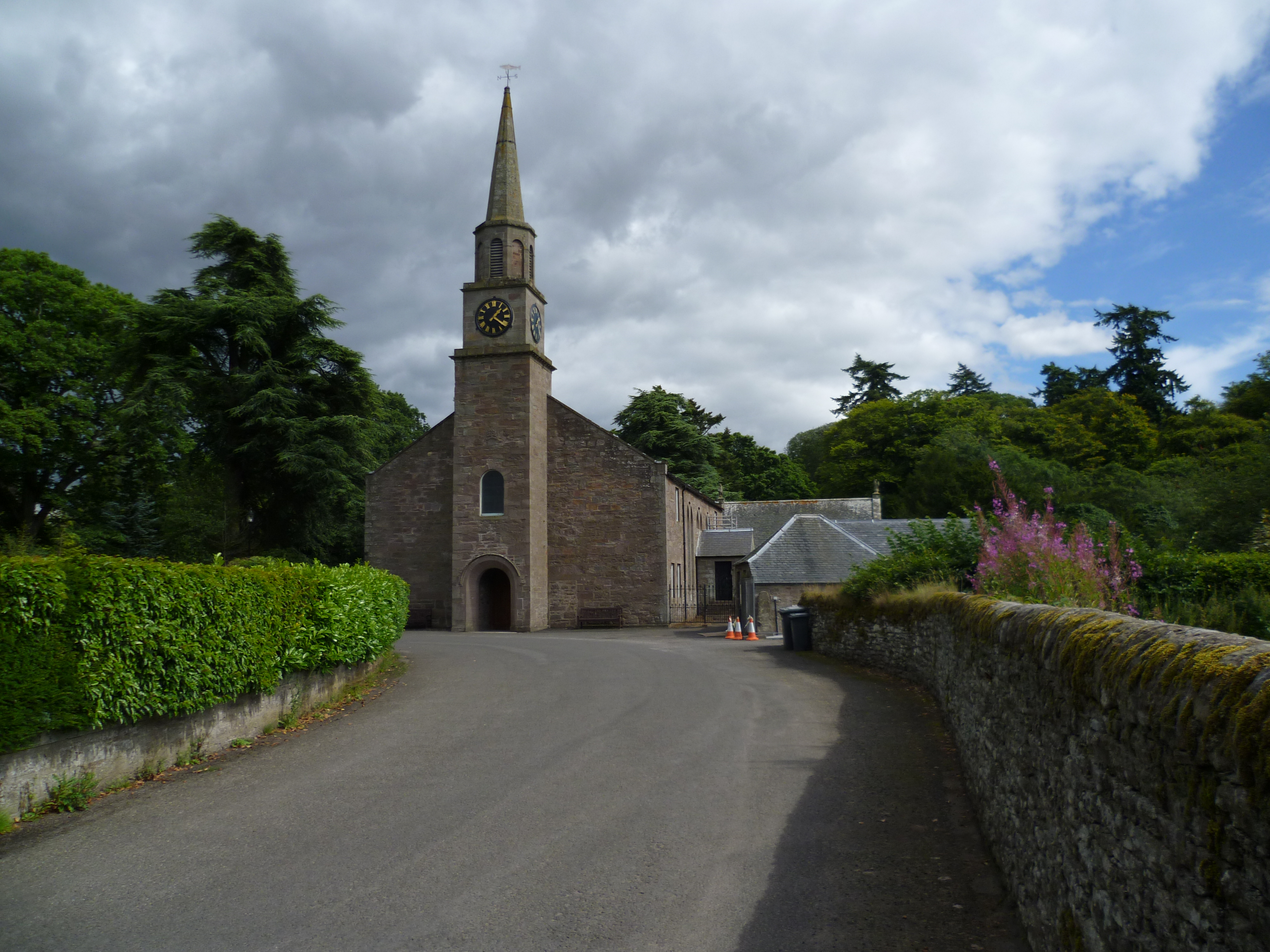
Костел Святого Фергуса

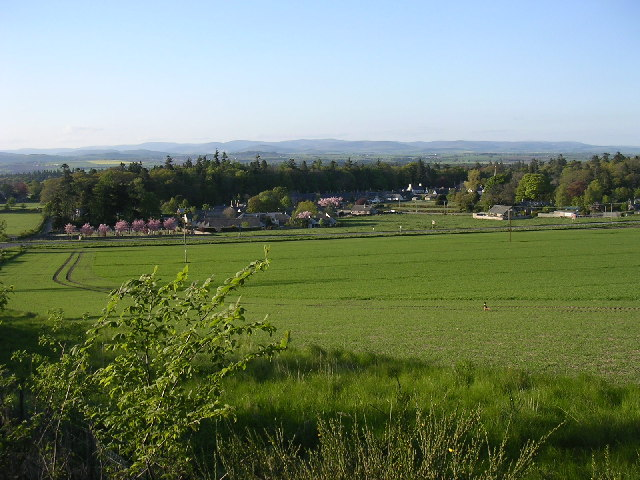
Вид на Гламис

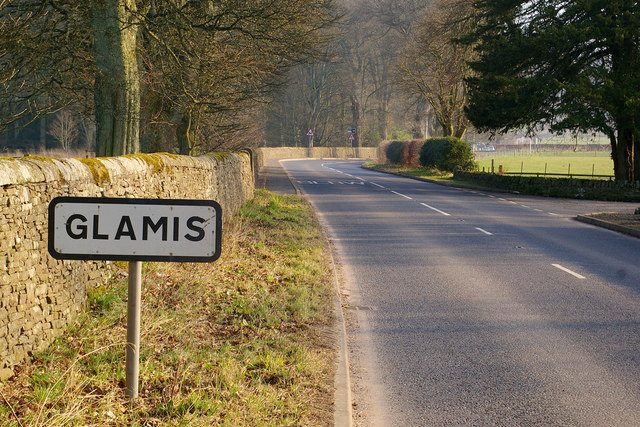
Въезд в Гламис

В Гламисе размещён Ангуский Народный музей Национального фонда Шотландии. Он стоит в ряду одноэтажных каменных домов, экспонирует реконструкцию быта и обстановки сельской жизни —воссозданный школьный класс и прачечную. В музее выставляются археологические артфекаты, предметы народного творчества, инструменты сельского хозяйства.
На территории Гламиса сохранился костел Святого Фергуса, заложенный в период раннего средневековья (вероятно VIII век н. э.), и здание VIII века, реконструированное в 1930-х гг., в котором имеется сводчатый коридор от некогда стоявшей на том месте церкви XV века.
На территории гламисского замка регулярно проходят различного рода мероприятия, в том числе променадные концерты, собирающие тысячи людей.

## В искусстве
В сюжете трагедии Уильяма Шекспира «Макбет» главный персонаж является таном Гламиса. В самом начале пьесы Макбет встречает трёх ведьм, которые приветствуют его словами:
«Будь здрав, Макбет, будь здрав, Гламисский тан!»

«Будь здрав, Макбет, будь здрав, Кавдорский тан!»

«Будь здрав, Макбет, будь здрав, король в грядущем!»
Последние два приветствия для Макбета являлись пророчеством.